# Wii Motionplus

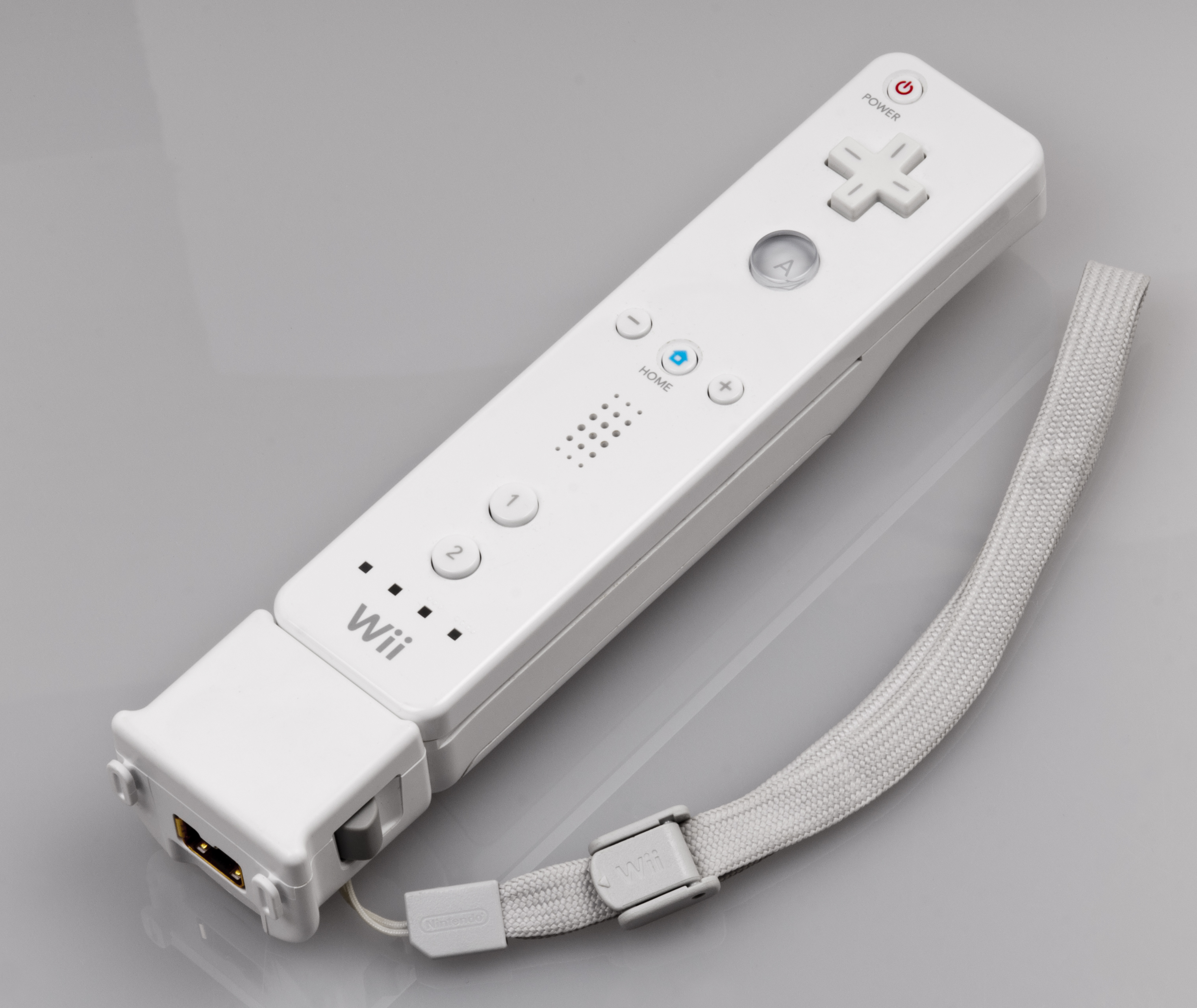
Wii Remote med Wii Motion Plus

Wii MotionPlus är ett tillbehör till Wii som kopplas in i en Wii Remote. Den utökar kontrollens känslighet för position och rörelse. Den förlänger även kontrollen. Detta medför att spel som stödjer Wii MotionPlus kan styras mer exakt och med mer avancerade rörelser än de utan. Sensorn som används kallas IDG-600 och tillverkas av InvenSense.

## Lansering
Tillbehöret visades för första gången på E3-mässan den 15 juli 2008. I Europa marknadsförs den som en förlängning av kontrollen tillsammans med spelet Wii Sports Resort och i Sverige släpptes de paketerade tillsammans den 12 juni 2009 men går även att köpas separat.

## Exempel på spel som stöds
- Red Steel 2
- Wii Sports Resort
- Grand Slam Tennis
- Virtua Tennis 2009
- Tiger Woods PGA Tour 10
- SpongeBob's Truth or Square
- The Legend of Zelda: Skyward Sword
- Conduit 2